# 弗拉基米尔·安德烈耶维奇·法沃尔斯基
弗拉基米尔·安德烈耶维奇·法沃尔斯基（俄語：Влади́мир Андре́евич Фаво́рский，1886年3月2日（14日）—1964年12月29日），是苏联画家，为威廉·莎士比亚、亚历山大·谢尔盖耶维奇·普希金的作品创作了多幅插图。